# Wilhelm von Polenz

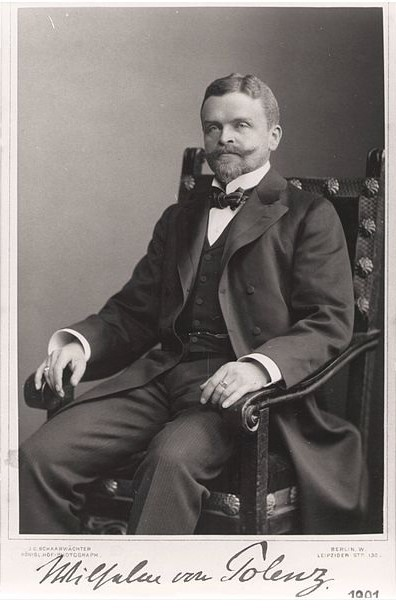
Wilhelm von Polenz um 1900; Fotografie von Julius Cornelius Schaarwächter

Wilhelm Christoph Wolf von Polenz (* 14. Januar 1861 in Obercunewalde; † 13. November 1903 in Bautzen) war ein deutscher Heimatschriftsteller, Romancier und Novellist.

## Leben
Wilhelm von Polenz stammt aus dem alten sächsischen Adelsgeschlecht Polenz. Sein Vater war der sächsische Kammerherr und Klostervogt von Marienthal, Julius Curt von Polenz (1828–1900), die Mutter Clara Freiin von Wechmar (1831–1900) war eine Offizierstochter. Am Vitzthumschen Gymnasium in Dresden legte er 1882 die Reifeprüfung ab und absolvierte anschließend einen einjährigen Militärdienst bei den Dresdner Gardereitern. Während dieser Zeit lernte er auch Moritz von Egidy kennen. Er war Oberleutnant der Reserve des Garde-Reiter-Regiments der sächsischen Armee.
Auf Wunsch seines Vaters studierte Wilhelm von Polenz an den Universitäten Breslau, Berlin und Leipzig Rechtswissenschaften, obgleich er selbst mehr musische und literarische Neigungen verspürte. Die 1886 begonnene Referendarstelle im sächsischen Staatsdienst gab er 1887 auf, machte die Schriftstellerei zu seinem Hauptberuf und zog nach Berlin. Hier gehörte er dem „Ethischen Klub“ und dem „Friedrichshagener Dichterkreis“ an. Zu seinen Bekannten zählten die Literaten Heinrich und Julius Hart, Gerhart Hauptmann, Otto Erich Hartleben und Hermann Conradi. 1888 ehelichte er in London-Kensington die Engländerin und Bankierstochter Beatrice Robinson (1868–1947). 1891 erwarb er ein Rittergut in Lauba, 1894 nach dem Tod seines Vaters das im Familienbesitz befindliche Rittergut Obercunewalde. Die Familie hatte den Sohn Erich von Polenz (1895–1991), Jurist und Gutserbe, verheiratet und drei Söhne, und die Tochter Klara von Polenz (1896–1984), die verheiratet zuletzt in Dresden lebte.
Der deutsche Sprachwissenschaftler und germanistische Mediävist Peter von Polenz ist sein Enkel.

## Werk

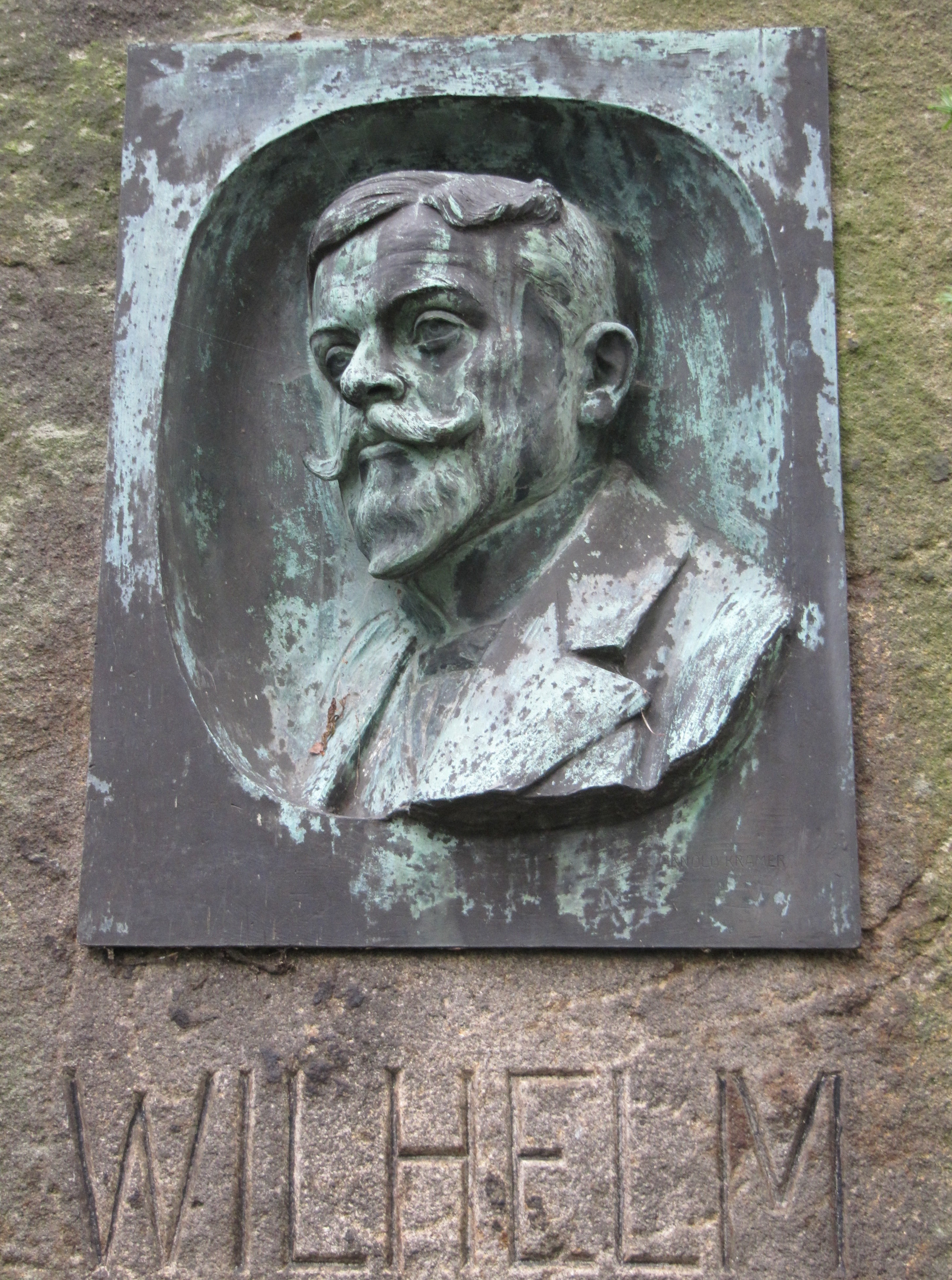
Polenzpark Obercunewalde, Denkmal für Wilhelm von Polenz, Bronze-Relief von Kramer, erschaffen 1909

1890 veröffentlichte Wilhelm von Polenz seinen ersten Roman, „Sühne“. Beeindruckt vom Naturalismus und den Werken Émile Zolas und Lew Tolstois, mit dem er in einem freundschaftlichen Briefwechsel stand, entstanden seine gesellschafts- und kulturkritischen Werke. 1893 erschien sein Roman „Der Pfarrer von Breitendorf“, der in der literarischen Rezeption gelegentlich als Maßstab für spätere Pastorenromane herangezogen wurde. So urteilte beispielsweise Adolf Bartels in seiner 1922 erschienen „Deutschen Literaturgeschichte“ über den Roman „Stirb und Werde“ (1912) von Artur Brausewetter, einem evangelischen Theologen und Schriftsteller: „‚Stirb und Werde‘ halte ich für den besten Pastorenroman nach Polenz’ ‚Pfarrer von Breitendorf‘.“
Sein bekanntester Roman ist „Der Büttnerbauer“ (1895). Darin stellt er die schwierige Situation des Bauernstandes seiner Zeit dar und lässt sie als Folge einer jüdischen Verschwörung gegen christliche Opfer erscheinen: Der Familienhof der Hauptfigur kommt in wirtschaftliche Not und verschuldet sich „ausgerechnet“ bei einem Juden. So sagt im Roman der Hauptmann Schroff:

„Aber, wenn die Sorte kommt: Harrassowitz, Samuel Harrassowitz! Wo hat denn Ihr Vater seinen Verstand gelassen, als er dem Teufel den kleinen Finger gab! Weiß denn Ihr Alter nicht, daß dieser Jude drüben in Wörmsbach das halbe Dorf besitzt. Alles aufgekauft und in Parzellen zerschlachtet! Nun haben wir den Blutigel glücklich auch in Halbenau! der Marder im Hühnerstall ist nichts dagegen! Binnen Jahresfrist ist so einem alles tributpflichtig.“

Von Polenz benutzt die gängigen antisemitischen Stereotype zur Beschreibung der Physiognomie seiner jüdischen Figuren, anders als in vielen anderen Beispielen antisemitischer Erzählliteratur sprechen die jüdischen Charaktere dieses Romans jedoch grammatikalisch korrektes Deutsch (während die anderen Protagonisten als Zeichen ihrer Heimatverbundenheit starken Dialekt sprechen). Allerdings wechseln sie im Roman in ein angebliches „Jiddisch“, wenn sie Geschäfte machen, womit der Autor einen vermeintlichen Bezug zur Gaunersprache herstellt.
Der alte Bauer begeht schließlich Selbstmord.
1902 unternahm Wilhelm von Polenz eine Reise in die USA. Als Resultat dieses Aufenthalts entstand sein  Essay „Das Land der Zukunft“ (1903). In diesem Werk benutzt er zustimmend mehrere Schlüsselbegriffe des Rassismus und Antisemitismus. So beklagte er, Amerika ziehe generell „alle zigeunerhaften Existenzen an sich“, wie der wachsende Bevölkerungsanteil der „durch und durch internationalen Juden“ zeige. Die eingewanderten Juden würden Amerika „zunehmend nach ihren Prinzipien formen“. Und:

„Die Physiognomie gewisser einflussreicher Kreise Newyorks beweist, daß auch in der neuen Welt dem Semiten die Eigenschaft nicht abhanden gekommen ist, das eigne Wesen unverändert zu wahren und das Wirtsvolk durch seine Art tief zu beeinflussen.“

Noch im selben Jahr starb Wilhelm von Polenz im Alter von 42 Jahren an einem Krebsleiden im Stadtkrankenhaus Bautzen.

## Rezeption
Formal gilt vor allem der Roman „Der Büttnerbauer“ als bedeutendes episches Werk des Naturalismus. Inhaltlich legt von Polenz hier seinen Romanfiguren entschieden antisemitische Anschauungen in den Mund, die seinerzeit nicht nur in Deutschland an Bedeutung gewannen. Später soll der Roman von Adolf Hitler bewundert worden sein und ihn antisemitisch beeinflusst haben. Entsprechend positiv wurde der Roman in der zentral gesteuerten Kulturpolitik des Dritten Reichs bewertet und reichsweit in Umlauf gebracht. In der gegenwärtigen vergleichenden Literaturwissenschaft wird festgestellt, dass von Polenz mit seiner Bejahung der ländlich-bäuerlichen und der Ablehnung der städtisch-industriellen Lebens- und Produktionsweise Autoren der vorigen Generation wie Franz Grillparzer, Gustav Freytag, Theodor Fontane und Wilhelm Raabe ähnelt. Im Vergleich zu diesen wird sein Antisemitismus aber als besonders pauschal angesehen und er habe in der literarischen Judendarstellung eine schärfere Tonart angeschlagen.

## Nachklänge

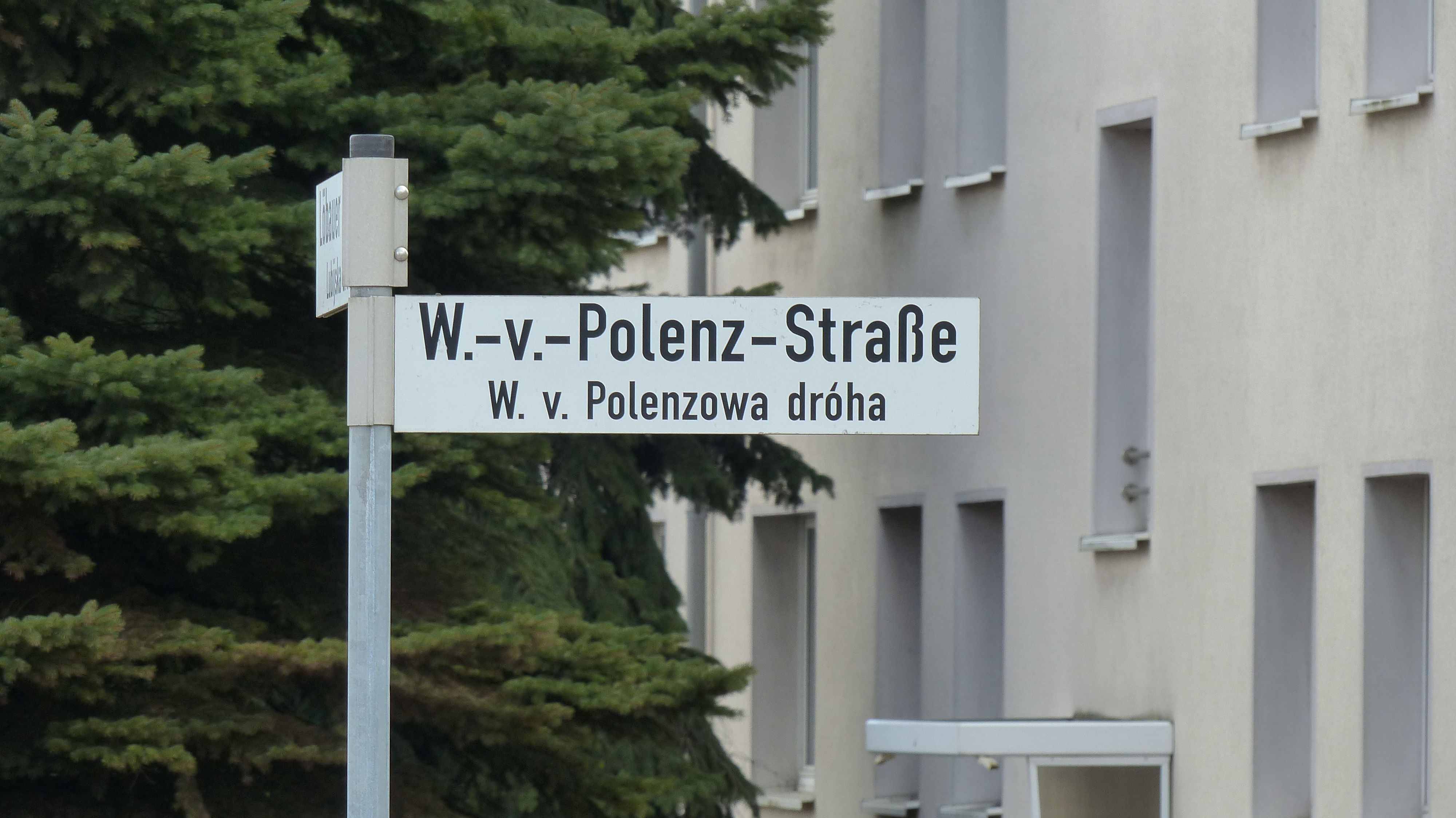
Wilhelm von Polenz-Straße in Bautzen

In dem von seinem Vater 1880 durch den Dresdner Hofgartenarchitekten Johann Carl Friedrich Bouché gestalteten Gutspark Obercunewalde errichteten ihm 1909 die Landstände der Oberlausitz und Freunde seiner Werke sein Denkmal. Später wurde die Grund- und Mittelschule „Wilhelm von Polenz“ in Cunewalde nach ihm benannt.
Sein künstlerischer Nachlass befand sich im „Polenz-Museum“ in Cunewalde (Am Gänseberg 7). Seit der Schließung des Polenz-Museum in Cunewalde wird der Nachlass in der Sächsischen Landesbibliothek – Staats- und Universitätsbibliothek Dresden aufbewahrt.

## Denkmal
Der Bildhauer Arnold Kramer (1863–1918) schuf für Polenz' Denkmal in Bautzen ein Reliefmedaillon, von dem ein Zweitguss in das Städtische Museum gelangte.

## Werke

### Lyrik
- Erntezeit. Nachgelassene Gedichte. Fontane, Berlin 1904.

### Erzählungen und Romane
- Sühne. Roman, 2 Bände. Ninden, Dresden und Leipzig 1890.
- Der Pfarrer von Breitendorf, Roman in zwei Bänden. Fontane, Berlin 1893. (Digitalisat Band 1, 2. Aufl. 1901), (Band 1, 3. Aufl. 1904)
- Karline. Novellen und Gedichte. Fontane, Berlin 1894. (Digitalisat)
- Der Büttnerbauer, Roman, 1895 (Digitalisat und Volltext im Deutschen Textarchiv)
- Reinheit. Novellen. Fontane, Berlin 1896. (Digitalisat)
- Der Grabenhäger, Roman in zwei Bänden. Fontane, Berlin 1897.
- Wald. Novelle. Fontane, Berlin 1899. (Digitalisat)
- Thekla Lüdekind. Roman. Fontane, Berlin 1900.
- Luginsland. Dorfgeschichten. Fontane, Berlin 1901.
- Liebe ist ewig. Roman. Fontane, Berlin 1901. (Digitalisat 3. Aufl. 1904)
- Wurzellocker. Roman in zwei Bänden. Fontane, Berlin 1902. (Digitalisat)
- Die Versuchung. F. Fontane & Co., Berlin 1893. Digitalisierung: Zentral- und Landesbibliothek Berlin, 2020. URN urn:nbn:de:kobv:109-1-15418732
- Glückliche Menschen. Roman. F. Fontane & Co., Berlin 1905

### Theaterstücke
- Heinrich von Kleist. Trauerspiel in vier Akten. Pierson, Dresden und Leipzig 1891. (Digitalisat)
- Preußische Männer. Schauspiel in vier Aufzügen. Hermann, Berlin 1891.
- Andreas Bockholdt. Tragödie in vier Akten. Pierson, Dresden und Leipzig 1898. (Digitalisat)
- Junker und Fröhner. Dorftragödie. Fontane, Berlin 1901.

### Sonstiges
- Im Spiegel. Autobiographische Skizze. in Das literarische Echo. Halbmonatsschrift für Literaturfreunde. 3. Jg. Heft 1. Berlin 1900
- Das Land der Zukunft. Fontane, Berlin 1903. (Digitalisat Ausg. 1904)

## Literatur

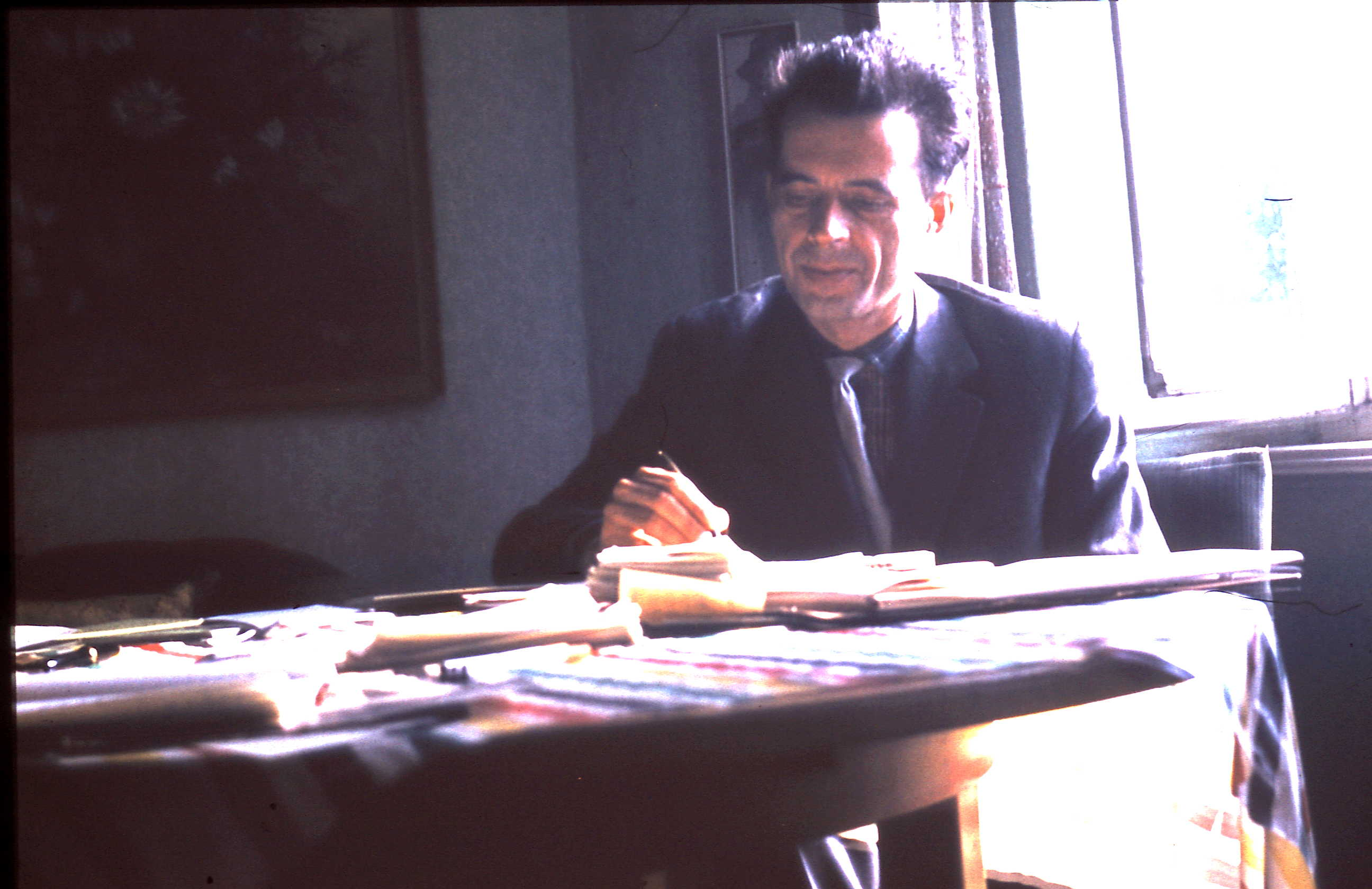
Der Ungar Miklos Salyamosy recherchiert im Sommer 1964 über Wilhelm von Polenz. Das Foto zeigt ihn in der Bautzener Wohnung des Sohnes Dr. Erich von Polenz.